# Jean-Noël Landrin
Pour les articles homonymes, voir Landrin.
Jean Noël Landrin, né le 22 mai 1752 à Paris, mort le 22 juillet 1802 à Maignelay (Oise), est un général de division de la Révolution française.

## États de service
Il entre en service en 1767 comme canonnier à Saint-Domingue, il passe sergent en 1768, et il est licencié en 1774 avec son corps. Sous-lieutenant dans la Milice bourgeoise de Saint-Domingue la même année, il rentre en France en 1779. 
Le 1er avril 1792, il est capitaine de canonnier de la section des Enfants-Rouges à Paris, et le 20 septembre suivant il passe au 1er bataillon de volontaires de Saint-Denis. 
Il est nommé chef de bataillon le 15 avril 1793, et il est promu à sa plus grande surprise, général de division sans passer par le grade de général de brigade, par les représentants du peuple Celbez et Warin le 30 juillet suivant. 
Il commande la 3e division envoyé dans la Flandre maritime, il participe à la Bataille de Hondschoote le 8 septembre 1793, et le 10 septembre, il entre dans Dunkerque. Il est suspendu de ses fonctions le 13 septembre par les représentants du peuple à l’armée du Nord, et il est arrêté le 8 décembre 1793.
Il est remis en liberté le 15 août 1794, il est réintégré le 10 avril 1795 comme capitaine attaché à la 54e demi-brigade d’infanterie le 24 août 1795. Il est suspendu à nouveau par l’effet de la loi du 25 octobre 1795, et il est réintégré le 9 mars 1796. Il est mis en congé de réforme le 26 mai 1797.
Il est autorisé à se retirer dans le département de l’Oise le 24 mai 1801.

## Sources
- (en) « Generals Who Served in the French Army during the Period 1789 - 1814: Eberle to Exelmans »
- Étienne Charavay, Correspondance général de Carnot, tome 3, imprimerie Nationale, 1897, p. 11.
- (pl) « Napoléon.org.pl »